# Important Records
Important Records ist ein US-amerikanisches Independent-Label, das 2001 in Boston, Massachusetts gegründet wurde und auf Indie-Rock, Electronica und experimentelle Musik spezialisiert ist. Sitz des Labels ist mittlerweile Groveland.

## Überblick
Important Records ging aus einem stadtbekannten Plattenladen hervor, der als Onlineshop weiter geführt wurde. Die ersten Veröffentlichungen waren Daniel Johnstons Impossible Love 7" und das Album Amlux des japanischen Noise-Projektes Merzbow.
Das Label blickt mittlerweile auf eine große Zahl an Veröffentlichungen neuer und bereits etablierter Künstler zurück. Dazu zählen Acid Mothers Temple, Andrew Liles, Angels of Light (Michael Giras Band nach den Swans), Bass Communion, Beequeen, James Blackshaw, Boris, Tom Carter, Kim Cascone, Coil, The Dresden Dolls, Earth, Alec Empire, John Fahey, Grails, The Hafler Trio, Keiji Haino, Julia Kent, Larsen, Daniel Menche, Merzbow, Thurston Moore (ehem. Sonic Youth), Mouse on Mars, Muslimgauze, Genesis P-Orridge (von Psychic TV), Nadja, Piano Magic, Colin Potter, Rivulets, Pauline Oliveros, Conrad Schnitzler (früher bei Tangerine Dream), DJ Spooky, Christina Kubisch und Éliane Radigue. Auf Important erschien auch eine Doppel-CD mit Textrezitationen des Linguisten Noam Chomsky.
2006 feierte Important Records sein fünfjähriges Bestehen mit der hundertsten Veröffentlichung, einer Compilation namens A Users Guide To The First 100 Important Records Releases.